# 巴伯頓 (華盛頓州)
巴伯頓（英語：Barberton）是美国华盛顿州克拉克县的一個普查规定居民点（CDP），2000年美國人口普查時人口為4,617人。
根據華盛頓州地區人均所得，巴伯頓在華盛頓州522個地區中排第90名。